# 1T-LSD
1T-LSD（N1-(噻吩-2-羰基)-麦角酸二乙酰胺，SYN-L-021）是一种麥角酸二乙酰胺（LSD）的酰基化产物，以策划药的形式销售。它最初于2023年在日本首次被发现，当时吸墨纸上被误认为含有1D-LSD，研究者认为1D-LSD难以合成而产生了怀疑，经分析后发现，它实际上含有的是1T-LSD。它于同一时间前后也在德国被检测到。